# Arriving Somewhere
Arriving Somewhere es el primer DVD en directo editado por la banda inglesa de rock progresivo Porcupine Tree, que toma su nombre de una canción presente en su disco Deadwing. El disco uno fue completado con canciones de la gira de presentación de Deadwing grabado en Chicago el octubre de 2005, mientras que el segundo disco contiene interpretaciones de la banda en el programa de televisión alemán Rockpalast, un vídeo promocional del sencillo "Lazarus" y una galería de más de cien fotos de la banda.

## Lista de canciones

### Disco 1
1. "Revenant" – 3:04 (B-Side de Deadwing)
2. "Open Car" – 4:46 (de Deadwing)
3. "Blackest Eyes" – 4:41 (de In Absentia)
4. "Lazarus" – 4:06 (de Deadwing)
5. "Hatesong" – 9:14 (de Lightbulb Sun)
6. "Don't Hate Me" – 8:38 (de Stupid Dream)
7. "Mother and Child Divided" – 5:11 (B-Side de Deadwing)
8. "Buying New Soul" – 7:17 (B-Side de Lightbulb Sun)
9. "So-Called Friend" – 4:55 (B-Side de Deadwing)
10. "Arriving Somewhere but Not Here" – 12:57 (de Deadwing)
11. "Heartattack in a Layby" – 4:07 (de In Absentia)
12. "The Start of Something Beautiful" – 7:19 (de Deadwing)
13. "Halo" – 6:42 (de Deadwing)
14. "The Sound of Muzak" – 5:14 (de In Absentia)
15. "Even Less" – 6:54 (de Stupid Dream)
16. "Trains" – 7:18 (de In Absentia)
17. End credits (mezcla especial de "Mother and Child Divided") – 2:05

### Disco 2
1. "Futile" en Rockpalast – 6:09 (B-Side de In Absentia)
2. "Radioactive Toy" en Rockpalast – 5:59 (de On the Sunday of Life...)
3. "Lazarus" - vídeo promocional dirigido por Lasse Hoile
4. "The Start of Something Beautiful" – vídeo en directo dirigido por Przemyslaw Vshebor y Lasse Hoile
5. "Halo" – vídeo en directo dirigido por Lasse Hoile
6. "Mother and Child Divided" – vídeo en directo dirigido por Lasse Hoile
7. "Cymbal Song" de Gavin Harrison en stereo y audio 5.1
8. Galería de fotos con música de ambiente exclusiva por RB+SW

- Datos: Q580536